# Cosmochthonius australicus
Cosmochthonius australicus är en kvalsterart som beskrevs av Womersley 1945. Cosmochthonius australicus ingår i släktet Cosmochthonius och familjen Cosmochthoniidae. Inga underarter finns listade i Catalogue of Life.